# Perovskia atriplicifolia
Espèce
Classification phylogénétique
Perovskia atriplicifolia est une espèce de plantes à fleurs de la famille des Lamiaceae. Elle est parfois appelée Pérovskie à feuilles d'Arroche, "Sauge d'Afghanistan", "Lavande d'Afghanistan" ou "Sauge de Russie", comme d'autres espèces du genre Perovskia.

## Chorologie
Elle est originaire des zones rocailleuses d'Asie tempérée : Afghanistan, Iran, Chine, Pakistan et notamment de l'Himalaya.

## Culture
Dotée d'une excellente rusticité, cette espèce se cultive en plein soleil dans un sol peu fertile et bien drainé. Les panicules terminales, de 25 à 30 centimètres, très légères, s'épanouissent de juillet à août. Elles sont composées d'une multitude de fleurs bleues tubulaires à deux lèvres. La tige florale sèche reste décorative jusqu'en octobre.

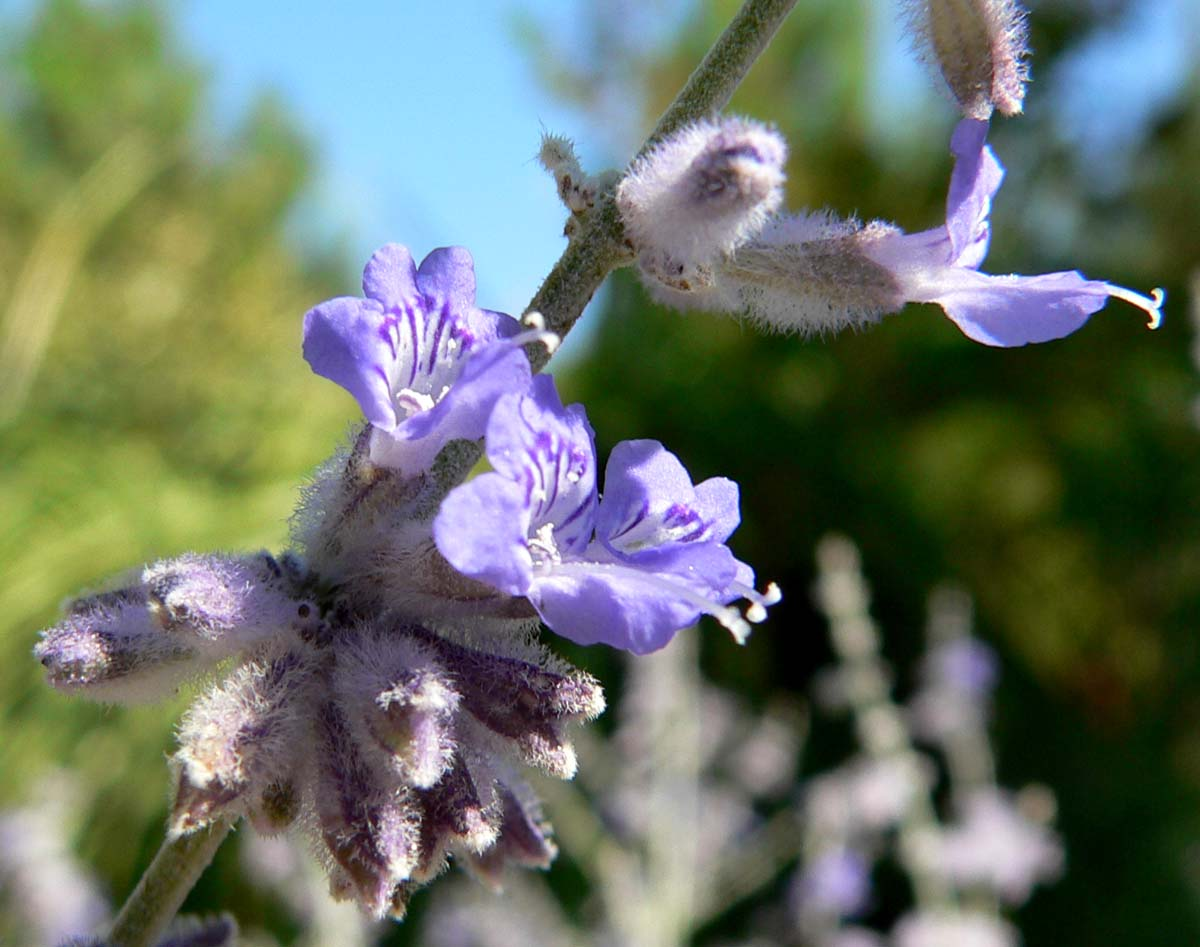
Perovskia atriplicifolia.

Il est possible de rabattre les tiges en fin d'hiver.
Son essence est un bactéricide puissant.[réf. souhaitée]